# Carlos Oyarzún
Carlos Iván Oyarzún Guiñez (Las Condes, Región Metropolitana de Santiago, 26 de octubre de 1981) es un ciclista chileno.

## Biografía
En su país corrió 6 ediciones de la Vuelta Ciclista de Chile. Partió a España en 2004 y participó en carreras amateurs teniendo algunas actuaciones destacadas.
En 2008 fichó por el equipo profesional mexicano Tecos-Trek con quién obtuvo el Tour de Belice.
Volvió a España en 2009 para competir por el equipo amateur gallego Supermercados Froiz y venció en las vueltas a Lugo, Salamanca y Toledo.
En la temporada 2010 compitió por su país en el Campeonato Panamericano de Ciclismo en Ruta de Aguascalientes (México), obteniendo la medalla de oro en la prueba de ruta y la de plata en la contrarreloj.
Previo al Campeonato Mundial de Ciclismo, en Australia participó en la prueba Herald Sun Cycling Classic como preparación para el mundial y sorprendió ubicándose tercero, detrás de Filippo Pozzato y Maciej Bodnar.
Está actuación la confirmó en el mundial finalizando en la 14.ª posición en la contrarreloj, siendo el mejor latinoamericano y superando a competidores como Janez Brajkovič y Svein Tuft.
Con su equipo volvió a obtener la Vuelta a Lugo y culminó segundo en el Circuito Montañés.
Volvió al profesionalismo en la temporada 2011 cuando el equipo Movistar Team, fichó a Oyarzun. Aunque al principio se anunció que correría en el equipo continental, finalmente quedó dentro de las filas del equipo ProTour, debutando en el Tour de San Luis 2011. En mayo se convirtió en el primer chileno en disputar el Giro de Italia culminando en la posición 112.
En octubre, defendió a su selección en los Juegos Panamericanos de Guadalajara, donde obtuvo la medalla de bronce en la contrarreloj individual.
Sin clasificaciones destacadas a lo largo del año en Europa (lo mejor, 20.ª posición en el Eneco Tour), no quedó en la plantilla del Movistar en 2012, según dijo por diferencias con el equipo.
Regresó a Chile pero con posibilidades de volver a Europa. Defendiendo al equipo Arquitectura-USM, a principios de abril se consagró campeón de Chile en ruta y contrarreloj y pocos días después fue confirmado su fichaje por el equipo danés J.Jensen-Sandstod Salg Og Event de categoría Continental., aunque una lesión lumbar le impidió sumarse finalmente al equipo danés.
En 2012 causó controversia la disputa entre Oyarzun y Gonzalo Garrido por el cupo chileno para los Juegos Olímpicos 2012. Oyarzun solicitó el cupo aduciendo que era el mejor ciclista del momento, habiendo ganado bronce en la contrarreloj de los Panamericanos del 2011, pero la federación chilena se lo otorgó a Garrido, diciendo que este último había ganado el cupo gracias ganar la Vuelta Ciclista de Chile de 2011. La controversia venía dada ya que Garrido es hermano de quién era gerente técnico de la federación, Víctor Garrido. Se llegó a pensar en realizar una carrera selectiva para dictaminar quién iría a los juegos, pero ante la imposibilidad de realizarla, el comité olímpico de Chile confirmó a Garrido.
En agosto de 2012, fichó por el equipo amateur cántabro Gomur hasta el final de la temporada. En septiembre ganó la Vuelta a Valencia.
En 2013 volvió a un equipo continental europeo al fichar por el portugués Louletano-Dunas Douradas. El debut en el equipo fue en febrero, en la prueba de apertura del calendario luso, carrera que ganó.
En mayo de ese año defendió a la selección chilena en el Campeonato Panamericano de Ciclismo en Ruta de Zacatecas, consagrándose campeón en la prueba contrarreloj, y cerró la temporada con una meritoria sexta plaza en la Crono de las Naciones.
En 2014, continuó en Portugal pero cambió de equipo al fichar por el Efapel-Glassdrive. En marzo, confirmando sus dotes de contrarrelojista, obtuvo en los Juegos Sudamericanos de Chile 2014 la medalla de plata, siendo superado por el brasileño Murilo Ferraz, aunque se mostró frustrado y desconforme ya que deseaba el oro. Fue medalla de bronce en la contrarreloj del Campeonato Panamericano de Ciclismo en Ruta y logró un destacado 4.º puesto en la Chrono des Nations.
En 2015 fichó por el equipo continental Keith Mobel-Partizan, una formación serbia pero con base en Murcia. Defendiendo a la selección chilena, en enero participó del Tour de San Luis donde finalizó 32.º y en abril ganó la Vuelta del Uruguay.
El 27 de julio de 2015 se informó que dio positivo por la sustancia roxadustato (FG-4592) en un control anterior a los Juegos Panamericanos,. Más de un año después se le aplicó una sanción de 4 años, hasta el 17 de julio de 2019.

## Palmarés
2008
- Tour de Belice, más 1 etapa

2010
- 1 etapa del Circuito Montañés

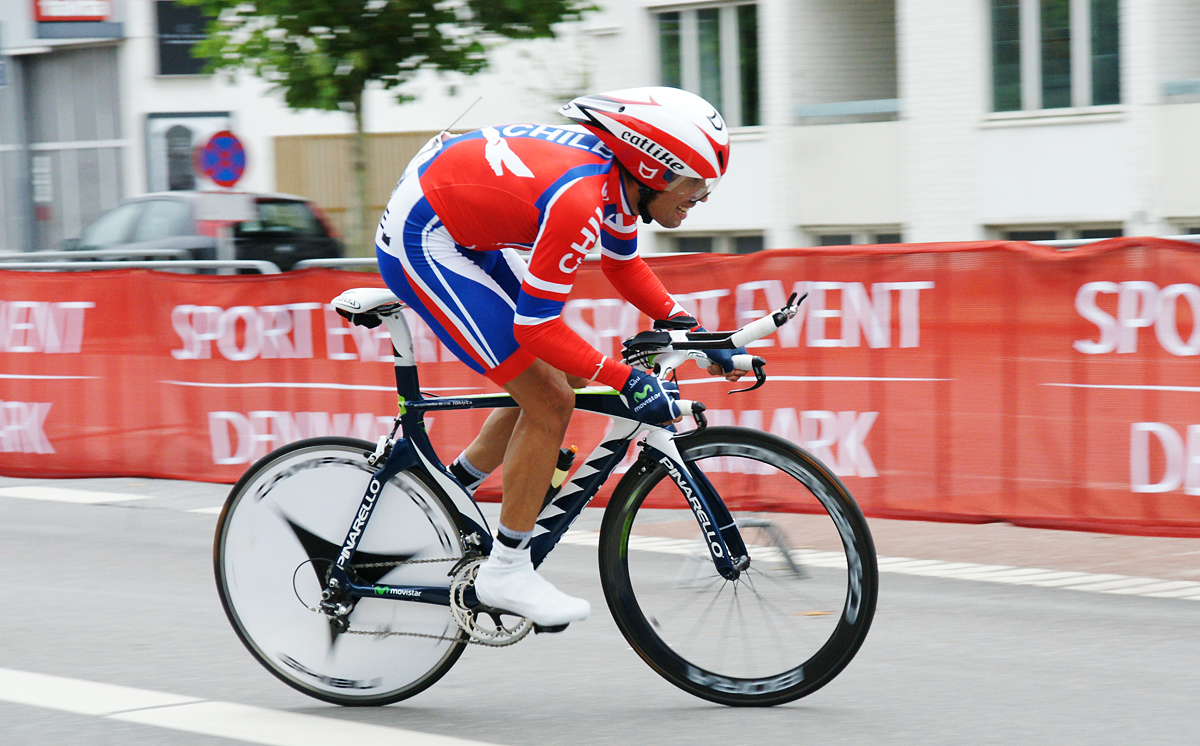
Carlos Oyarzún en el Campeonato del Mundo de Copenhague 2011.

- 2.º en el Campeonato Panamericano Contrarreloj
- Campeonato Panamericano en Ruta

2011
- 3.º en los Juegos Panamericanos Contrarreloj

2012
- Campeonato de Chile en Ruta
- Campeonato de Chile Contrarreloj

2013
- Campeonato Panamericano Contrarreloj

2014
- 3.º en el Campeonato Panamericano Contrarreloj
- 2.º en los Juegos Suramericanos Contrarreloj

2015
- Vuelta del Uruguay, más 1 etapa
- 1 etapa de la Vuelta a Río Grande del Sur
- Campeonato Panamericano Contrarreloj

## Resultados en Grandes Vueltas y Campeonatos del Mundo
| Carrera              | Carrera              | 2009 | 2010 | 2011  | 2012 | 2013 | 2014 | 2015 | ... | 2020 | 2021 | 2022 | 2023 | 2024 |
| -------------------- | -------------------- | ---- | ---- | ----- | ---- | ---- | ---- | ---- | --- | ---- | ---- | ---- | ---- | ---- |
|                      | Giro de Italia       | —    | —    | 112.º | —    | —    | —    | —    | —   | —    | —    | —    | —    | —    |
|                      | Tour de Francia      | —    | —    | —     | —    | —    | —    | —    | —   | —    | —    | —    | —    | —    |
|                      | Vuelta a España      | —    | —    | —     | —    | —    | —    | —    | —   | —    | —    | —    | —    | —    |
| Mundial en Ruta      | Mundial en Ruta      | Ab.  | Ab.  | 146.º | 92.º | —    | —    | —    | —   | —    | —    | —    | —    | Ab.  |
| Mundial Contrarreloj | Mundial Contrarreloj | —    | 14.º | 34.º  | 32.º | 26.º | 23.º | —    | —   | 39.º | —    | —    | —    | 34.º |

—: no participa

Ab.: abandono